# 远交衰退
远交衰退（Outbreeding depression），又稱雜種衰敗、雜種衰退（Hybrid breakdown），是演化生物学中指不同种群之间的后代比同种群的后代有劣势的现象，與杂种优势相反。這是配子後生殖隔離的表現。

## 成因
- 異型合子本身具有較低的適應度。
- 不同基因之間發生上位作用。